# Sylibina
Sylibina – flawonoid z grupy flawonolignanów występujący w nasionach ostropestu plamistego (Silybum marianum). Sylibina jest głównym składnikiem (ok. 50%) sylimaryny i występuje w dwóch formach izomerycznych – A i B, które razem tworzą kompleks zwany sylibininą.
Sylibina wykazuje działanie antyhepatotoksyczne, blokuje działanie mykotoksyn muchomora sromotnikowego uszkadzających wątrobę: α-amanityny, falloidyny, a także czterochlorku węgla, eteru, paracetamolu, piramidonu, antypiryny, etanolu i chloroformu. Uszczelnia błony komórkowe wątroby, utrudniając przenikanie tych substancji. Zapobiega marskości i zwłóknieniu wątroby, nerek i serca. Wykazuje także działanie przeciwzapalne i przeciwutleniające, chroni przed wolnymi rodnikami.